# Cheick Doukouré
Cheick Doukouré (Abidjan, 1992. szeptember 11. –) elefántcsontparti válogatott labdarúgó, a  PAE ASZ Árisz Theszaloníkisz játékosa.
A elefántcsontparti válogatott tagjaként részt vett a 2015-ös afrikai nemzetek kupáján.

## Sikerei, díjai
Elefántcsontpart
- Afrikai nemzetek kupája győztes (1): 2015